# Сторслет
Стошлет (на норвежки: Storslett, в най-близък превод от Stor + Slett, Голямо поле или Голяма равнина) е малък град в южната част на Северна Норвегия. Разположен е около река Райса на около 5 km от устието ѝ в Норвежко море в община Норрайса на фюлке Тромс. Главен административен център на община Норрайса. Население 1583 жители според данни от преброяването към 1 януари 2009 г.

## Личности
Родени
- Иън Хогланд (р. 1964), рокбарабанист